# Viktor Francevics Zsdanovics
Viktor Francevics Zsdanovics (oroszul: Виктор Францевич Жданович) (Leningrád, 1938. január 27. –) szovjet színekben olimpiai és világbajnok orosz tőrvívó.